# 13-й корпус СС
13-й армійський корпус СС (нім. XIII. SS-Armeekorps) — військове формування, корпус у складі військ Ваффен-СС, що брав участь у бойових діях під час Другої світової війни.

## Історія
Командування корпусу було створено 7 серпня 1944 року в Бреслау. Основою для штабу корпусу і корпусних частин послужили частини 312-ї артилерійської дивізії. Восени корпус і підлеглі йому дивізії були розташовані в області Саар-Пфальц, поруч з містом Фалкенбург. В кінці листопада 1944 року корпус брав участь в обороні Саара, а в грудні боровся за Мец. У січні 1945 року корпус брав участь у невдалому німецькому наступі з кодовою назвою «Нордвінд». У лютому-березні корпус продовжував оборонятися в Саарі. У квітні 1945 корпус разом з 1-ю армією був перекинутий до Франконії. У Франконії залишки корпусу капітулювали в травні 1945 року.

## Райони бойових дій
- Німеччина (серпень 1944 — травень 1945).

## Командири
- Группенфюрер СС і генерал-лейтенант Ваффен-СС Герман Прісс (7 серпня — 20 жовтня 1944)
- Группенфюрер СС і генерал-лейтенант Ваффен-СС Макс Зімон (20 жовтня 1944 — 8 травня 1945)

## Нагороджені корпусу
Нагороджені корпусу
|  | Кавалери Срібного Німецького Хреста          | 2                               |
|  | Кавалери Лицарського хреста Залізного хреста | 1 у тому числі 1 непідтверджене |

## Бойовий склад 13-го корпусу СС
Формування управління, забезпечення та підтримки
- 113-й батальйон зв'язку СС (SS-Korps-Nachrichten-Abteilung 113);
- 113-й корпусний артилерійський дивізіон СС (SS-Korps-Artillerie-Abteilung 113);
- 113-й топографічний відділ корпусу СС (SS-Korps-Kartenstelle 113);
- 113-та транспортна рота СС (SS-Kraftfahrkompanie 113);
- 113-й взвод фельджандармерії (SS-Feldgendarmerie-Truppe 113);
- 113-та польова пошта СС (SS-Feldpostamt 113).

- 17-та панцергренадерська дивізія СС «Гьотц фон Берліхінген» (17. SS-Panzer-Grenadier-Division);
- 3-тя панцергренадерська дивізія (3. Panzergrenadier-Division);
- 553-тя гренадерська дивізія (553. Grenadier-Division);
- частини 15-ї панцергренадерської дивізії (15. Panzergrenadier-Division);
- дивізія № 462 (Division Nr. 462);
- 106-та танкова бригада (Panzer-Brigade 106).

- 36-та піхотна дивізія (36. Infanterie-Division);
- 48-ма піхотна дивізія (48. Infanterie-Division);
- 347-ма піхотна дивізія (347. Infanterie-Division);
- 559-та фольксгренадерська дивізія (559. Volks-Grenadier-Division);
- 11-та танкова дивізія (11. Panzer-Division);
- 17-та панцергренадерська дивізія СС «Гьотц фон Берліхінген».

- 36-та піхотна дивізія;
- 347-ма піхотна дивізія;
- 17-та панцергренадерська дивізія СС «Гьотц фон Берліхінген».

- 347-ма піхотна дивізія.

- 19-та фольксгренадерська дивізія (19. Volks-Grenadier-Division);
- 36-та фольксгренадерська дивізія (36. Volks-Grenadier-Division);
- 17-та панцергренадерська дивізія СС «Гьотц фон Берліхінген».

- 19-та фольксгренадерська дивізія;
- 559-та фольксгренадерська дивізія;
- 17-та панцергренадерська дивізія СС «Гьотц фон Берліхінген».

- 19-та фольксгренадерська дивізія;
- 17-та панцергренадерська дивізія СС «Гьотц фон Берліхінген».

- 16-та фольксгренадерська дивізія (16. Volks-Grenadier-Division);
- 19-та фольксгренадерська дивізія;
- 17-та панцергренадерська дивізія СС «Гьотц фон Берліхінген».

- 38-ма гренадерська дивізія СС «Нібелунген» (38. SS-Grenadier-Division)
- 212-та фольксгренадерська дивізія (212. Volks-Grenadier-Division);
- 352-га фольксгренадерська дивізія (352. Volks-Grenadier-Division);
- 2-га гірсько-піхотна дивізія (2. Gebirgs-Division);
- Єгерська дивізія «Альпен» (Jäger-Division Alpen);
- дивізія особливого призначення № 616 (Division Nr. 616);
- частини 9-ї фольксгренадерської дивізії (9. Volks-Grenadier-Division).